# Steve Womack
Stephen Allen Womack dit Steve Womack, né le 18 février 1957 à Russellville (Arkansas), est un homme politique américain, membre du Parti républicain, représentant de l'Arkansas à la Chambre des représentants des États-Unis depuis 2011.

## Biographie
Steve Womack est originaire de Russellville dans le comté de Polk (Arkansas). En 1978, il fonde avec son père la KURM Radio, qu'il dirige jusqu'en 1990. De 1979 à 2009, il est membre de la Arkansas Army National Guard (en), au sein de la Garde nationale des États-Unis.
Il est élu au conseil municipal de Rogers de 1983 à 1984. Il retrouve le conseil municipal en 1997. En 1998, il est élu maire de ville face au maire sortant John Sampier, sur la promesse d'être intransigeant face à l'immigration illégale. La ville avait vu sa population hispanique exploser au cours des années 1990. Durant son mandat, la municipalité et la police locale sont accusées de profilage racial par des associations mexico-américaines.
Lors des élections de 2010, il est candidat à la Chambre des représentants des États-Unis dans le 3e district de l'Arkansas, dont le représentant sortant John Boozman se présente au Sénat. Il remporte le second tour de la primaire républicaine face à la sénatrice de l'État Cecile Bledsoe avec 52 % des voix. Dans ce district acquis au républicains, il remporte largement l'élection générale avec 72,4 % des voix. Au début de son mandat, il dépose un amendement pour supprimer le financement du téléprompteur du président Barack Obama.
Il est réélu en 2012 (75,9 %) et 2014 (79,4 %) sans candidat démocrate face à lui.
En juillet 2016, dans un climat tendu, il préside la séance de la convention républicaine qui voit l'adoption du règlement de la convention devant permettre l'élection de Donald Trump comme candidat républicain à la présidentielle.
De janvier 2018 à janvier 2019, il préside le comité budgétaire de la Chambre des représentants.